# 岡山県立新見高等学校
岡山県立新見高等学校（おかやまけんりつ にいみこうとうがっこう、Okayama Prefectural Niimi High School）は、岡山県新見市にある県立の高等学校。

## 概要
校地が南校地（旧県立新見高等学校）と北校地（旧県立新見農業高等学校→岡山県立新見北高等学校）に分かれている。愛称は「新高」。岡山県内唯一の学科総合型（普通科、工業科、商業科、農業科がある）高校である。
岡山県教育委員会が2018年度に策定した「県立高校教育体制整備実施計画」では県内に複数ある複数校地の解消が計画されており、南校地に集約する方向で調整している。
2021年7月、校地解消の一連の情報が発表され、以下の通りとなった。
- 南校地への集約（令和6年度から）（北校地は実習地として活用）
- 総合ビジネス科の廃止
- 普通科のカリキュラム変更（商業系コースの追加など）

## 特色
普通科（南校地）
『仰高』（高きを仰げ）を科訓にしている。サブタイトルには、2019年度まで『Set Your Sights High』が用いられていたが、現在は『明日の私は、私が創る。』となっている。
GT（仰高タイム）【総合的な探求の時間】では、2017年度に、当時の2年生が新見市議会に対して『地域の課題解決』をテーマに研究、調査し、陳情を行った。これが評価され、早稲田大学マニフェスト研究所などが共催する第13回マニフェスト大賞優秀シティズンシップ推進賞を受賞した。その後は、持続可能な開発目標（SDGs）の17スローガンに基づいた陳情が行われ、2018年度は『医療情報提供改善』、2019年度は『環境保全に向けた取り組みの促進』、2020年度は『新見駅再開発に関する提言』をそれぞれ実施した。
また、特に南校地では生徒会活動が盛んで、2020年度から組織理念『We are Travelers.™（私たちは、未来への冒険者だ。）』が発表され、ロゴマークも制定された。そして生徒会が運営するホームページ『Travelers™ WEB』が開設された。2021年6月に、令和2年度生徒会執行部が、日本初の生徒主導型長期経営計画とする、『生徒会経営計画2025』を対外発表した。
北校地（専門科）
『心技練磨』を3科一体の科訓としている。
幅広い領域に展開された3科を活かした教育活動が行われている他、地域との交流活動も積極的に行われている。『おかやま創生 高校パワーアップ事業』の指定を受け、工業技術科の小中学校への出前授業、生物生産科の小学生との芋掘り、田植え・稲刈り交流、総合ビジネス科の『ドキドキショッパーズ』（販売実習）を代表例として、数多くの活動が実施されている。
特に生物生産科が行っている『千屋牛の碁盤乗り』は新見市の古くからの伝統を受け継ぐもので、市内のイベントなどで披露される。
部活動
男子ソフトボール部が強豪として全国で知られ、春の選抜大会やインターハイ（全国高校総体）の優勝経験も持つ。2021、2022年度のインターハイは2年連続で準優勝だった。
軟式野球部は2007年に全国高等学校軟式野球選手権大会で優勝した。この優勝は、岡山県勢初となる快挙であった。
女子弓道部もインターハイでベスト4に入っており、岡山県内で強豪として知られている。

## 学科
- 南校地
  - 全日制課程　普通科
- 北校地
  - 全日制課程　生物生産科・工業技術科・（総合ビジネス科）

## 沿革
- 1918年 町立新見実科高等女学校として開校。
- 1923年 新見町外十六ヶ村組合立岡山県新見高等女学校となる。
- 1939年 岡山県に移管、岡山県立新見高等女学校となる。
- 1948年 岡山県立新見高等学校となる。
- 1949年 県立新見農業高等学校（1926年開校）が分離独立。
- 2007年 県立新見北高等学校を統合。
- 2019年 各学科の定員の5％（普通科は5％以内の学区外合格者を除いた人数）について全国募集を開始。
- 2020年 - 全国募集枠が各学科の定員の10％以内（普通科は5％以内の学区外合格者を除いた人数）に拡大。
- 2022年 - 総合ビジネス科の募集停止。
- 2024年 - 校地解消、総合ビジネス科閉科予定。

## 著名な卒業生

### 学者
- 石畑匡基（歴史家、大手前大学講師・史学研究所研究員）
- 橋本孝（宇都宮大学名誉教授、ドイツ文学者・日本グリム協会長）
- 原田曠嗣（島根大学総合理工学部教授）
- 平井利博（信州大学名誉教授、長野大学理事長、元繊維学会会長）
- 逸見啓（阪南大学名誉教授）
- 宮脇昭（横浜国立大学名誉教授）

### 政治家・官僚
- 石垣正夫（元・新見市長、全国初の電子投票を実施、ラストワンマイル構想実現）
- 石田實（現・新見市長、元新見市議会議員）
- 木村睦男（第15代参議院議長、運輸大臣・三木内閣）
- 西村正紀（総務官僚、第3代総務事務次官・事務方トップ）

### 実業家・銀行家
- 本多義弘（日立金属社長）
- 宮長雅人（元中国銀行頭取）

### 芸能・文化人
- 垂水悟郎（俳優、大河ドラマ『勝海舟』、『春の坂道』などに出演）
- 中川博之（作曲家、「さそり座の女」などを作曲）
- 中村淳平（NHKアナウンサー）
- 名越章浩（元KSB（瀬戸内海放送）アナウンサー、NHK解説委員）

### スポーツ
- 阿曽慣太（元U-18ソフトボール日本代表、平林金属所属）
- 上鶴闘志（ソフトボール選手、デンソー所属）
- 将火怒（プロレスラー）

## 所在地
- 南校地
  - 岡山県新見市新見1394
北緯34度58分54.3秒 東経133度28分21.7秒 / 北緯34.981750度 東経133.472694度
- 北校地
  - 岡山県新見市新見1994
北緯34度59分14.2秒 東経133度28分11.4秒 / 北緯34.987278度 東経133.469833度